# Los Vázquez, Veracruz
Los Vázquez är en ort i Mexiko.   Den ligger i kommunen Filomeno Mata och delstaten Veracruz, i den sydöstra delen av landet, 170 km nordost om huvudstaden Mexico City. Los Vázquez ligger 807 meter över havet och antalet invånare är 144.
Terrängen runt Los Vázquez är huvudsakligen kuperad. Los Vázquez ligger uppe på en höjd. Runt Los Vázquez är det tätbefolkat, med 297 invånare per kvadratkilometer. Närmaste större samhälle är Filomeno Mata, 0,54 km sydväst om Los Vázquez. Omgivningarna runt Los Vázquez är en mosaik av jordbruksmark och naturlig växtlighet.